# Walter Johannes Stein

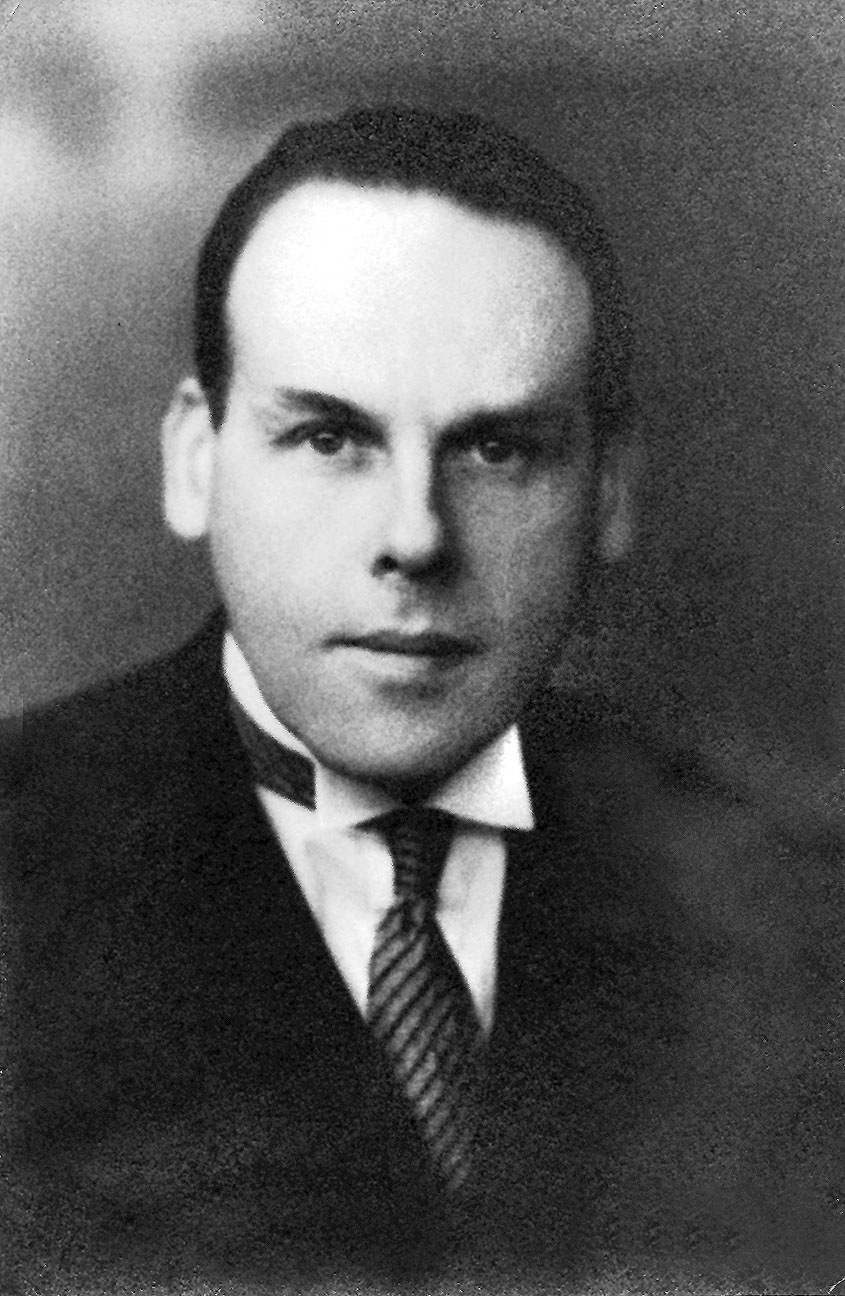
Walter Johannes Stein

Walter Johannes Stein (* 6. Februar 1891 in Wien; † 7. Juli 1957 in London) war ein österreichischer Anthroposoph, Waldorflehrer, Heilpraktiker und Schriftsteller.

## Leben
Walter Johannes Stein ist in Wien als Sohn eines Rechtsanwalts und einer Theosophin aufgewachsen. Er studierte in Wien Mathematik, Physik und Philosophie und promovierte dort 1918 mit einer Dissertation mit dem Titel Historisch-kritische Beiträge zur Entwicklung der neueren Philosophie, die er mit Hilfe Rudolf Steiners erarbeitet hatte. Zuvor hatte er als Artillerie-Offizier am Ersten Weltkrieg teilgenommen.
Im selben Jahr heiratete er und setzte sich mit Schriften und Vorträgen für die Dreigliederung des sozialen Organismus ein. Nach deren Scheitern wurde er an die erste Waldorfschule in Stuttgart zum Lehrer für Deutsch und Geschichte berufen. Dazu engagierte er sich für die Anthroposophischen Gesellschaft in Deutschland, von 1923 bis 1928 als Vorstandsmitglied.
1932 verließ er die Waldorfschule und zog nach England als Mitarbeiter Daniel Nicol Dunlops für dessen Forschungsbüro des 1924 gegründeten World Energy Council. Nach dessen Tod 1935 gab er bis zum Beginn des Zweiten Weltkriegs die Monatsschrift The Present Age heraus.
Während des Kriegs begann er als Heilpraktiker tätig zu werden – mit Medizin hatte er sich seit etwa 1920 beschäftigt, er war auch eng befreundet mit den anthroposophischen Ärzten Ita Wegman und seinem Wiener Schulfreund Eugen Kolisko –, hielt bis zu seinem Tod 1957 öffentliche Vorträge zu medizinischen (und anderen) Themen und arbeitete an einem Buch zu den Grundlagen und Perspektiven einer spirituell erweiterten Medizin.

## Werke
- Die moderne naturwissenschaftliche Vorstellungsart und die Weltanschauung Goethes, wie sie Rudolf Steiner vertritt. Wölfing, Konstanz 1919
  - kommentierte Neuausgabe in: W. J. Stein/Rudolf Steiner: Dokumentation eines wegweisenden Zusammenwirkens, hg. v. Thomas Meyer. Verlag am Goetheanum (Pioniere der Anthroposophie 2), Dornach 1985, ISBN 3-7235-0384-5
- Rudolf Steiner als Philosoph und Theosoph. Eine Antwort auf die gleichnamige Schrift Dr. Friedrich Traub’s, Prof. in Tübingen. Der kommende Tag, Stuttgart 1920
- Die Dreigliederung des sozialen Organismus, 1922
- Generalmajor z. D. Gerold von Gleich. Material zur Bildung eines eigenen Urteils über seine Person. Der kommende Tag, Stuttgart 1922
- Weltgeschichte im Lichte des heiligen Grals. Orient-Occident-Verlag, Stuttgart 1928
  - 5. Auflage: Mellinger, Stuttgart 2003, ISBN 3-88069-082-0
- Die Arbeitsfrage in Geschichte und Gegenwart. Orient-Occident-Verlag, Stuttgart 1932
- Das Gold in Geschichte und Gegenwart. Stuttgart 1932
- Was ist der Westen dem Osten schuldig? Orient-Occident-Verlag, Stuttgart 1932
- The British, their psychology and destiny. New Knowledge Books, East Grinstead (Sussex) 1958
- Erziehungsaufgaben und Menschheitsentwicklung (Nebentitel: Erziehungsaufgaben und Menschheitsgeschichte). Freies Geistesleben (Menschenkunde und Erziehung 37), Stuttgart 1980
- Der Tod Merlins. Das Bild des Menschen in Mythos und Alchemie. Mit den Lebenserinnerungen und einer Bibliographie hg. von Thomas Meyer. Verlag am Goetheanum (Pioniere der Anthroposophie 1), Dornach 1984

## Stein als literarische Figur
Stein kommt als eine der Hauptfiguren in den Büchern Die Heilige Lanze und Der Kelch des Schicksals des Autors Trevor Ravenscroft vor, der ihn dort als seinen Freund und Mentor darstellt. Unter anderem behauptet Ravenscroft, Stein habe dem jungen Adolf Hitler während dessen Wiener Zeit 1909–1913 als Diskussionspartner über politische, historische und philosophische Literatur gedient. Allerdings gab Ravenscroft 1984 in einem Interview gegenüber dem Reporter Eric Wynants zu, Stein niemals persönlich kennengelernt, sondern nur über ein Medium mit ihm kommuniziert zu haben.